# Miroslav Jirkal
Miroslav Jirkal (* 19. listopadu 1955, České Budějovice) je bývalý český fotbalový brankář a trenér. Pracoval i jako žádaný pozorovatel soupeřova týmu pro FC Slovan Liberec, SK Slavia Praha, AC Sparta Praha a českou reprezentaci.

## Fotbalová kariéra
Začínal v Nových Hradech, před vojnou chytal za Dynamo České Budějovice. Na vojně chytal za VTJ Tábor a když se po mistrovství Evropy 1976 v Dukle zranil Ivo Viktor, kryl záda Jaroslavu Netoličkovi. Po vojně se vrátil do Dynama České Budějovice, kde zahájil i trenérskou kariéru.

## Trenérská kariéra
V české lize působil jako asistent nebo trenér brankářů v týmech SK Dynamo České Budějovice, Stavo Artikel Brno, SK Slavia Praha a AC Sparta Praha.
- 1. česká fotbalová liga 1994/95 SK Dynamo České Budějovice – asistent
- 1. česká fotbalová liga 1996/97 SK Dynamo České Budějovice – asistent
- Gambrinus liga 1997/98 SK Dynamo České Budějovice – asistent
- Gambrinus liga 1999/00 SK Dynamo České Budějovice – asistent
- Gambrinus liga 2000/01 Stavo Artikel Brno – asistent
- Gambrinus liga 2002/03 SK Slavia Praha – asistent
- Gambrinus liga 2003/04 SK Slavia Praha – asistent
- Gambrinus liga 2006/07 AC Sparta Praha – asistent